# 윙드 크리처스
《윙드 크리처스》(영어: Winged Creatures, DVD 출시 제목은 영어: Fragments)는 2008년 공개된 미국의 심리 드라마 영화이다.

## 출연
- 케이트 베킨세일
- 다코타 패닝
- 조시 허처슨
- 포리스트 휘터커
- 가이 피어스
- 진 트리플혼
- 제니퍼 허드슨
- 재키 얼 헤일리
- 월턴 고긴스
- 엠베스 데이비츠
- 트로이 개리티
- 로빈 와이거트
- 앤드루 피셀라
- 제임스 울벳
- 헤일리 맥팔런드
- 소런 풀턴
- 마셜 올먼
- 케빈 듀랜드
- 베스 그랜트
- 팀 기니
- 랜들 박
- 앨 루시오

## 기타 제작진
- 공동 제작: 존 J. 켈리
- 배역: 니콜 애벌레라, 진 매카시
- 미술: 맥스 비스코
- 세트: 마리아 네이
- 의상: 메리 클레어 해넌